# Barry Krauss
(en) Statistiques sur pro-football-reference
Richard Barry Krauss né le 17 mars 1957 à Pompano Beach, en Floride est un joueur américain de football américain qui a joué comme linebacker pendant douze saisons dans la National Football League.

## Premières années
Krauss est né et a grandi à Pompano Beach, en Floride ; il était un joueur de football américain vedette au lycée Pompano Beach de 1972 à 1975. Élu meilleur linebacker dans le comté de Broward par le Sun Sentinel, sélectionné dans le Top 100 Football All-Star Team de l'état de Floride.

## Carrière universitaire
Très suivi par les recruteurs, il joue finalement pour le Crimson Tide de l'université d'Alabama, sous les ordres du légendaire entraîneur Paul "Bear" Bryant, et est un membre clé de l'équipe du Championnat national de l' Alabama en 1978.
Au Sugar Bowl de 1979, Krauss empêche le running back des Nittany Lions de Penn State, Mike Guman (en) de marquer à la fin du quatrième quart-temps pour aider Crimson Tide à remporter le championnat national. Kraussest élu MVP du match pour ses efforts.

## Carrière professionnelle
Krauss est le choix du premier tour du premier tour (6ème choix au total) en 1979 pour les Colts de Baltimore. Il joue dix ans en NFL avec les Colts et ses deux dernières saisons avec les Dolphins de Miami. En 12 saisons, il a disputé 152 matchs et amasse plus de 1 000 tackles, 8 sacks et 6 interceptions,.

## Après le football
Il est aujourd'hui un diffuseur professionnel et un conférencier motivateur basé à Carmel, dans l'Indiana. En 2007, il est intronisé au Temple de la renommée des sports de l' Alabama.
Il commente les matchs de pré-saison des Colts d'Indianapolis aux côtés du vétéran diffuseur Don Fischer, à partir de 2013.
Krauss est également membre honoraire de la fraternité Theta Chi.